# Bugatti Veyron
La Bugatti Veyron EB 16.4 è un'automobile sportiva ad alte prestazioni, prodotta dalla casa automobilistica francese Bugatti dal 2005 al 2015.

## Caratteristiche
La Veyron è nota per essere stata una delle auto di serie più costose al mondo durante il periodo di produzione ed è stata, al lancio, l'autovettura di serie più veloce mai costruita, con una velocità massima di 408,47 km/h. Ha mantenuto il primato fino al 13 settembre 2007, quando la SSC Ultimate Aero TT ha stabilito il nuovo record di 412 km/h; poi il record venne ripreso dalla stessa Bugatti nel giugno del 2010. Viene costruita nello stabilimento Bugatti di Molsheim, dove aveva sede l'azienda originaria fondata dall'imprenditore italiano Ettore Bugatti. Prende il nome dal pilota Pierre Veyron, che vinse la 24 Ore di Le Mans nel 1939 correndo con una Bugatti.

## Storia

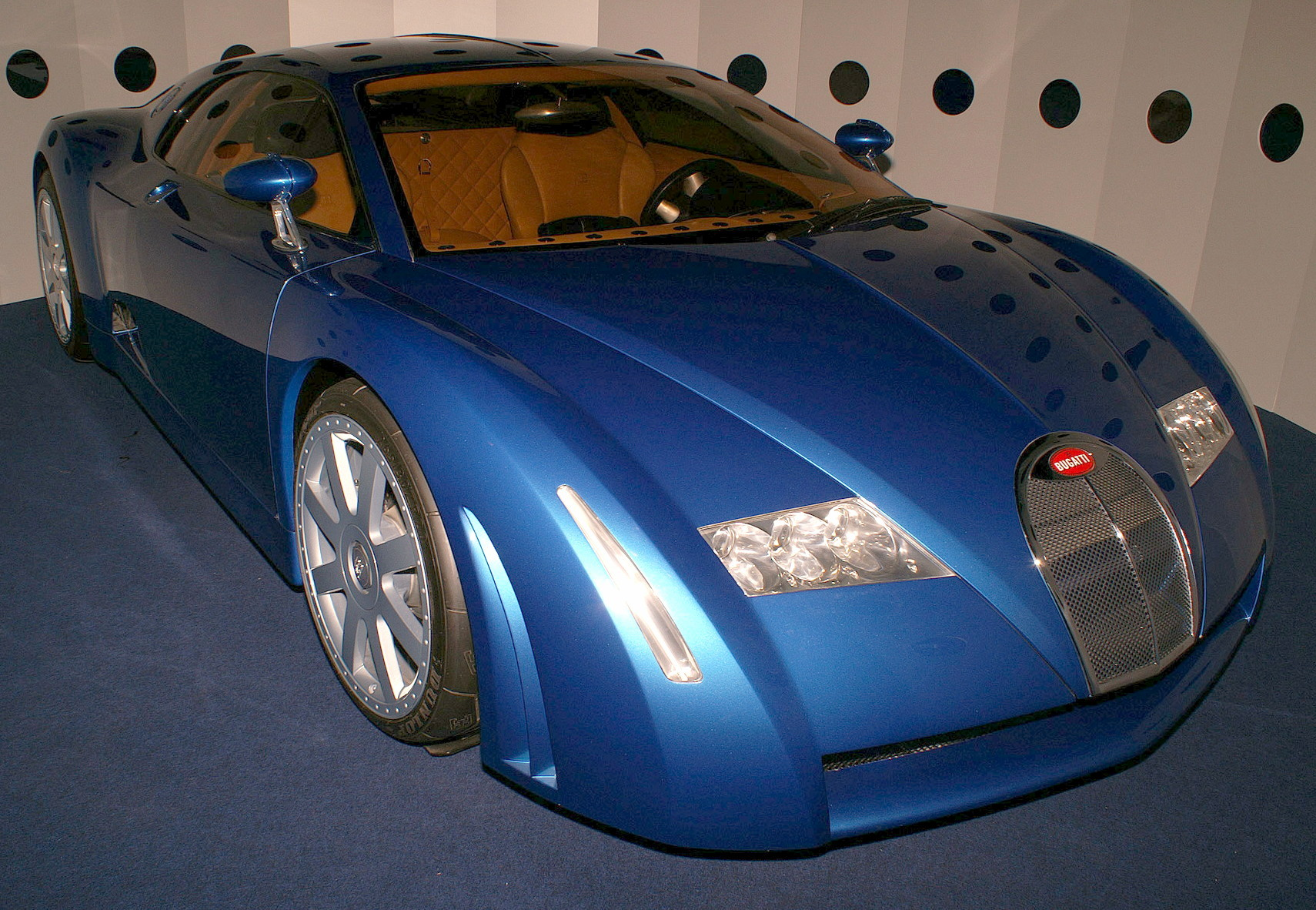
La concept EB 18/3 "Chiron"

Il progetto di questo veicolo iniziò nel 1999 con la concept car 18/3 Chiron. Mostrata al Salone dell'automobile di Tokyo, era simile alla versione finale giunta poi in produzione; una delle maggiori differenze era che la EB 18/3 usava un motore W18 da 6,3 litri di cilindrata con tre bancate da sei cilindri. La versione definitiva della Veyron è stata disegnata da Hartmut Warkuss, sulla linea dei precedenti tre prototipi curati da Giorgetto Giugiaro per Italdesign.
La Volkswagen, proprietaria del marchio Bugatti, annunciò la produzione della Veyron nel 2001 al Salone dell'automobile di Ginevra. Fu annunciato che sarebbe stata la più veloce, potente e costosa automobile della storia: le dichiarazioni promettevano oltre 407 km/h di velocità massima, 1001 CV di potenza e un prezzo di 1 milione di euro esatto.
La progettazione continuò nel 2001 con la "concept avanzata" EB 16/4 Veyron, che sostituiva il motore W18 a 3 bancate da sei cilindri l'una della Chiron con uno W16 a 4 bancate, visto per la prima volta nel 1999 sulla concept car Bentley Hunaudières e successivamente dalla Audi Rosemeyer nel 2000. Alla fine del 2001, Bugatti annunciò ufficialmente che l'auto si sarebbe chiamata Bugatti Veyron 16.4, con riferimento ai sedici cilindri e ai quattro turbocompressori, e che sarebbe stata in produzione nel 2003. Tuttavia i test rivelarono significativi problemi: la stabilità era troppo bassa per le alte velocità, tanto che un prototipo venne distrutto, mentre un altro andò fuori controllo durante una dimostrazione al Mazda Raceway di Laguna Seca (fortunatamente con poche conseguenze per il pilota). Addirittura, durante un test in Germania, una Veyron si incendiò a causa del surriscaldamento del motore; questo è stato uno dei problemi maggiori da risolvere in fase di sviluppo, soprattutto a causa della particolare struttura a W del motore che ne rende difficile, appunto, il raffreddamento. Altri problemi insorti durante i test consistevano nella frenata da migliorare e nell'esigenza di pneumatici dedicati, di particolare robustezza, poiché l'elevata potenza della vettura causava una prematura usura dei normali pneumatici ad alte prestazioni. Nel 2005, dopo due anni di attese, cominciarono le consegne.
I ritardi nello sviluppo causarono anche polemiche con i potenziali clienti: la Bugatti aveva iniziato a raccogliere ordini per la Veyron mentre lo sviluppo era ancora in corso e l'inizio della produzione era fissato al 2003. Quindi i clienti, che in base alle condizioni avevano versato una caparra di 300.000 euro e non potevano annullare l'ordine senza perdere l'anticipo, dovettero aspettare un paio di anni in più di quanto promesso per la consegna, in attesa che venissero risolti i problemi meccanici insorti e si avviasse la produzione.
Dal 1º aprile 2006 il prezzo della coupé è salito a 1.100.000 euro, mantenendo le stesse condizioni contrattuali. Per tutti gli interventi di manutenzione, inoltre, è necessario portare l'auto allo stabilimento di produzione.
Alla fine del 2013 è stato rivelato che, nonostante l'alto prezzo, ogni Veyron venduta causava una perdita di 6,27 milioni di dollari (4.600.000 euro circa) al gruppo Volkswagen, proprietario del marchio, per una perdita complessiva di 1,7 miliardi di Euro.
La produzione termina all'inizio del 2015; l'ultima Veyron assemblata riporta sotto lo spoiler la dicitura "La Finale". "La Finale", esposta al Salone dell'automobile di Ginevra, richiama esteticamente la prima Veyron, con un mix di colore rosso nero

## Specifiche tecniche

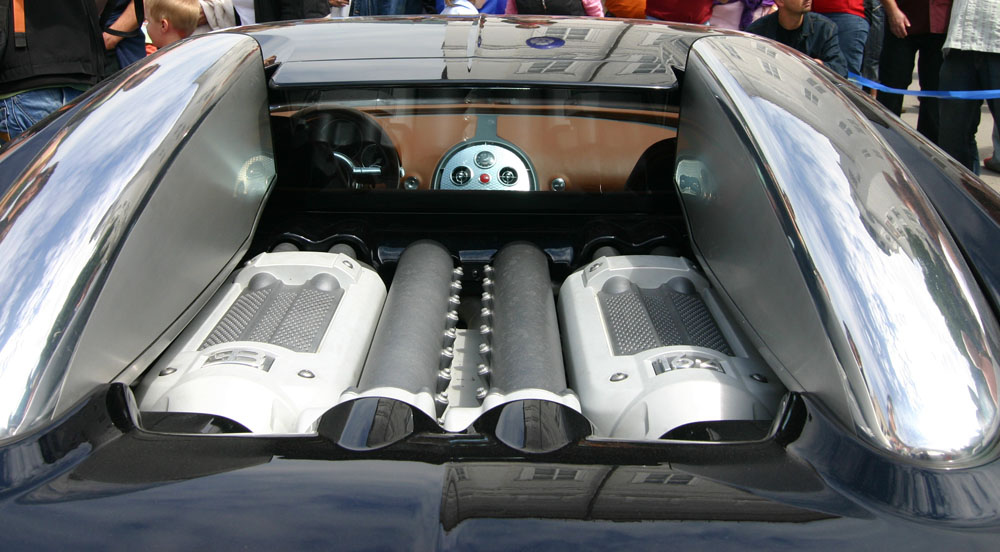
Il motore W16

La Veyron monta un motore W16 di 7.993 cm³ di cilindrata (86 mm di alesaggio x 86 mm di corsa), composto da due coppie di due bancate a V stretta di quattro cilindri ciascuna disposte tra loro con un angolo di 90°. Ogni cilindro ha quattro valvole, per un totale di 64. Il propulsore è sovralimentato mediante quattro turbocompressori, grazie ai quali eroga 1001 CV (1200 CV nelle versioni Super Sport e Grand Sport Vitesse) di potenza massima dichiarata a 6.000 giri al minuto, con un rapporto potenza-peso di circa 532 cavalli vapore/t, una potenza specifica di 150,0 CV/litro, e una coppia massima di 1.250 Nm a 2200 giri/minuto. Il progetto del W16 è in realtà derivato da quello del W8 montato sulla quinta serie della Volkswagen Passat, la cui cilindrata unitaria (ossia la cilindrata di ciascun cilindro) corrisponde a quella del W16.
La potenza del motore viene trasmessa alle ruote attraverso un cambio di tipo DSG a doppia frizione a sette marce, attuato da paddle posti dietro al volante; il tempo di cambiata è di 150 ms: in pratica in ogni momento sono in presa due marce simultaneamente. La trazione è integrale permanente, con un giunto viscoso centrale prodotto dalla svedese Haldex. Gli pneumatici run-flat, prodotti da Michelin, sono progettati specificamente per sopportare la velocità massima della Veyron, e hanno l'inusuale misura di 245/690 R20,47 all'anteriore e 365/710 R21,26 al posteriore. Un treno di gomme dura in media novemila chilometri e costa approssimativamente quindicimila euro.
La Veyron possiede in totale dieci radiatori:
- tre per il sistema di raffreddamento del motore
- uno scambiatore di calore per l'intercooler
- due per il sistema di aria condizionata
- uno per l'olio della trasmissione
- uno per l'olio del differenziale
- uno per l'olio del motore
- uno per il sistema idraulico dello spoiler

Il coefficiente di resistenza aerodinamica (Cx) è di 0,36. Il telaio è composto da una cellula centrale in fibra di carbonio con dei telaietti ausiliari all'avantreno e al retrotreno.
I dischi freno sono in materiale carboceramico, con pinze anteriori a 8 pistoncini e posteriori a sei pistoncini. Il motore si trova direttamente a contatto con l'aria aperta, senza nessuna copertura in vetro, questo per massimizzare la dissipazione del calore. Durante la fase di test il motore arriva a produrre effettivamente tremila cavalli vapore di potenza, di cui due terzi sono dissipati come calore: è il motivo per cui durante le prove iniziali l'impianto di condizionamento dell'aria del banco test stava prendendo fuoco insieme a tutto lo stabilimento, come riferito dagli stessi ingegneri progettisti durante un'intervista riportata da un documentario prodotto da National Geographic Channel sulla Veyron.

## Prestazioni
La velocità massima promessa era di 406 km/h, ma i prototipi a quella velocità si rivelarono instabili: fu necessario ridisegnare il modello per migliorare l'aerodinamica. Nel maggio 2005 un prototipo testato nel circuito Volkswagen, vicino a Wolfsburg, raggiunse una velocità di 400 km/h, limitata elettronicamente. Nell'ottobre 2005 la versione finale della Veyron, guidata da James May, raggiunse i 407,52 km/h sul lungo rettilineo (9 km) del circuito tedesco di Ehra-Lessien, di proprietà della Volkswagen.
La Veyron passa da 0 a 100 km/h in 2,5 secondi, producendo un'accelerazione media di 1,01 g. Raggiunge, sempre da ferma, i 200 e i 300 km/h rispettivamente in 7,3 e 16,7 secondi. In una prova della rivista inglese Autocar la Veyron ha effettuato la prova sullo zero-cento miglia orarie-zero (accelerazione 0-160 km/h e di nuovo stop) in 9,9 secondi.
In termini di consumi la Veyron registra 40,4 l/100 km (2,475 km/l) in città e 24,1 l/100 km (4,149 km/l) sul circuito misto. Alla massima velocità il consumo è di oltre 125 l/100 km (0,8 km/l): in questa condizione il serbatoio della Veyron (100 l) verrebbe svuotato in 12 minuti e mezzo (80 km).

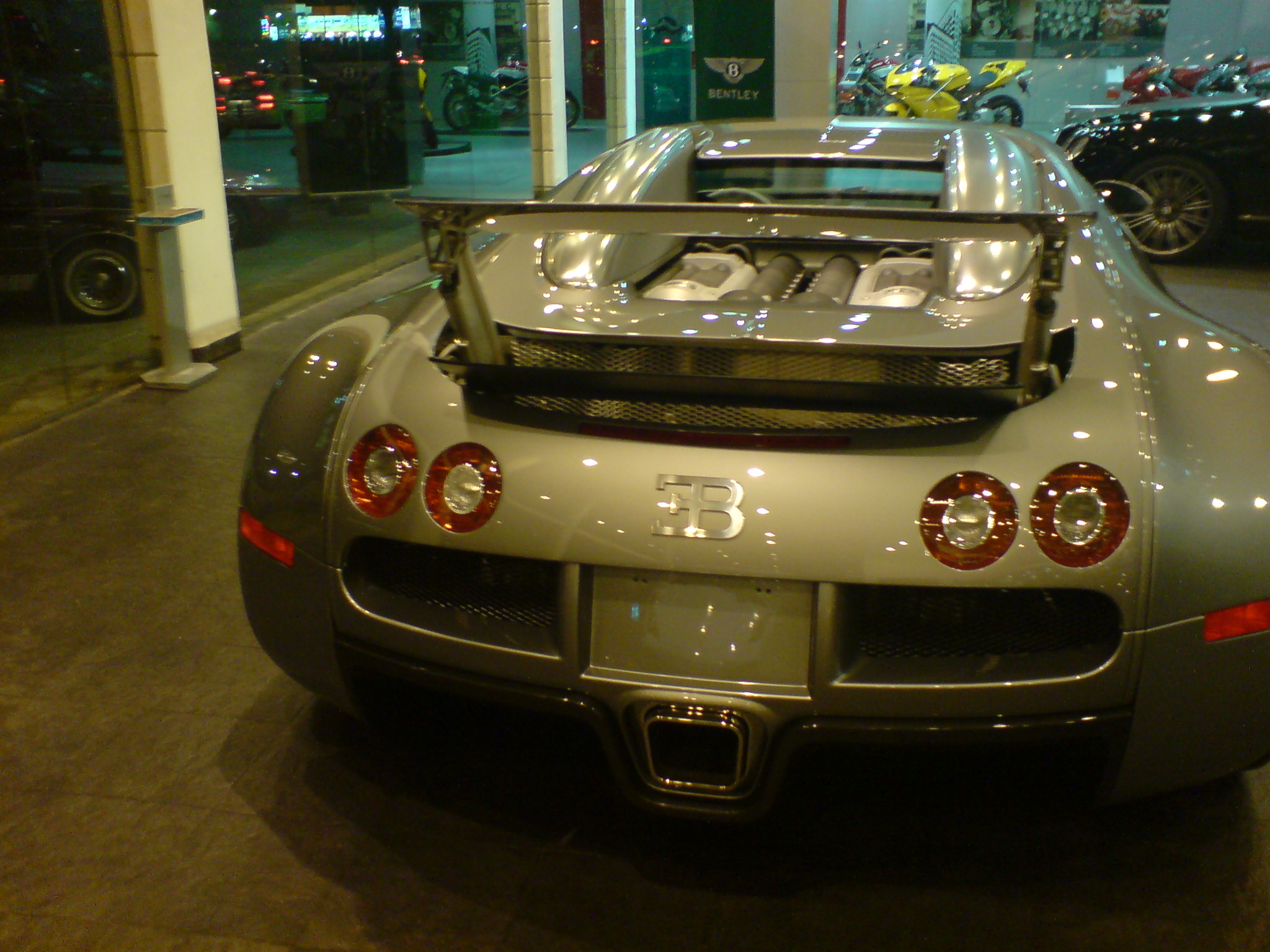
Lo spoiler retrattile

Raggiunti i 220 km/h l'assetto della Veyron cambia: l'auto si abbassa, mentre lo spoiler posteriore si alza per aumentare la tenuta di strada. Nella configurazione standard l'auto è capace di una velocità massima di 375 km/h. Per raggiungere la velocità massima di 407 km/h si deve inserire, a vettura ferma, una seconda chiave in una fessura di colore rosso alla sinistra del guidatore, vicino alla chiusura dello sportello: tramite questo comando lo spoiler posteriore riduce al minimo l'angolo di incidenza, rientrando nella sua sede, le prese d'aria anteriori si chiudono e l'auto si abbassa di 6 cm, limitando così al minimo l'impatto aerodinamico, ma anche il carico aerodinamico, il che incide positivamente sulla stabilità.
I freni carboceramici, insieme con gli pneumatici dalle prestazioni particolarmente elevate, permettono di raggiungere una decelerazione di 1,3 g. Inoltre, quando i freni vengono azionati a velocità superiori ai 200 km/h, lo spoiler posteriore aumenta l'angolo di incidenza fino a un massimo di 55 gradi in 0,4 secondi, agendo da freno aerodinamico e generando, da solo, 0,6 g di decelerazione. La Bugatti ha dichiarato che, grazie alla somma di questi elementi, la Veyron può fermarsi dalla velocità massima in meno di dieci secondi, nonostante la sua massa vicina alle due tonnellate.

## Guidabilità
La vettura manifesta un eccessivo ritardo del turbo; un buon assorbimento delle sospensioni "di primo grado" (avvallamenti, variazioni di camber eccetera) e un mediocre assorbimento di "secondo grado" (sconnesso, brevi asperità); una bassa stabilità ad alte velocità; spazi di frenata, invece, ridotti.

## Produzione
La produzione della Veyron 16.4 Coupé è terminata nel giugno del 2011, quando è stato consegnato l'ultimo dei trecento esemplari previsti. Anche le altre versioni speciali con carrozzeria chiusa sono arrivate a fine ciclo; a queste versioni segue la produzione del modello a carrozzeria aperta.
A febbraio del 2014 vi sono in azienda quaranta esemplari di Veyron cabriolet invenduti.

## Versioni speciali

### Pegaso
È un'elaborazione realizzata nel 2007 da un proprietario russo della Veyron che si distingue per la colorazione granata e panna e per le modifiche al motore che ne aumentano la potenza di 200 cavalli. La nuova versione è attesa per il 2012, cioè alla fine del ciclo vitale della vettura. Con questo surplus di potenza vengono stimati una velocità massima di 435 km/h e una coppia massima di 1.500 N·m.

### Pur Sang
Edizione limitata a cinque esemplari svelata al salone di Francoforte nel 2007, si tratta di una caratterizzazione meramente estetica: la verniciatura è assente, sostituita dalla rifinitura in alluminio e da particolari in fibra di carbonio a vista, mentre la meccanica resta invariata.

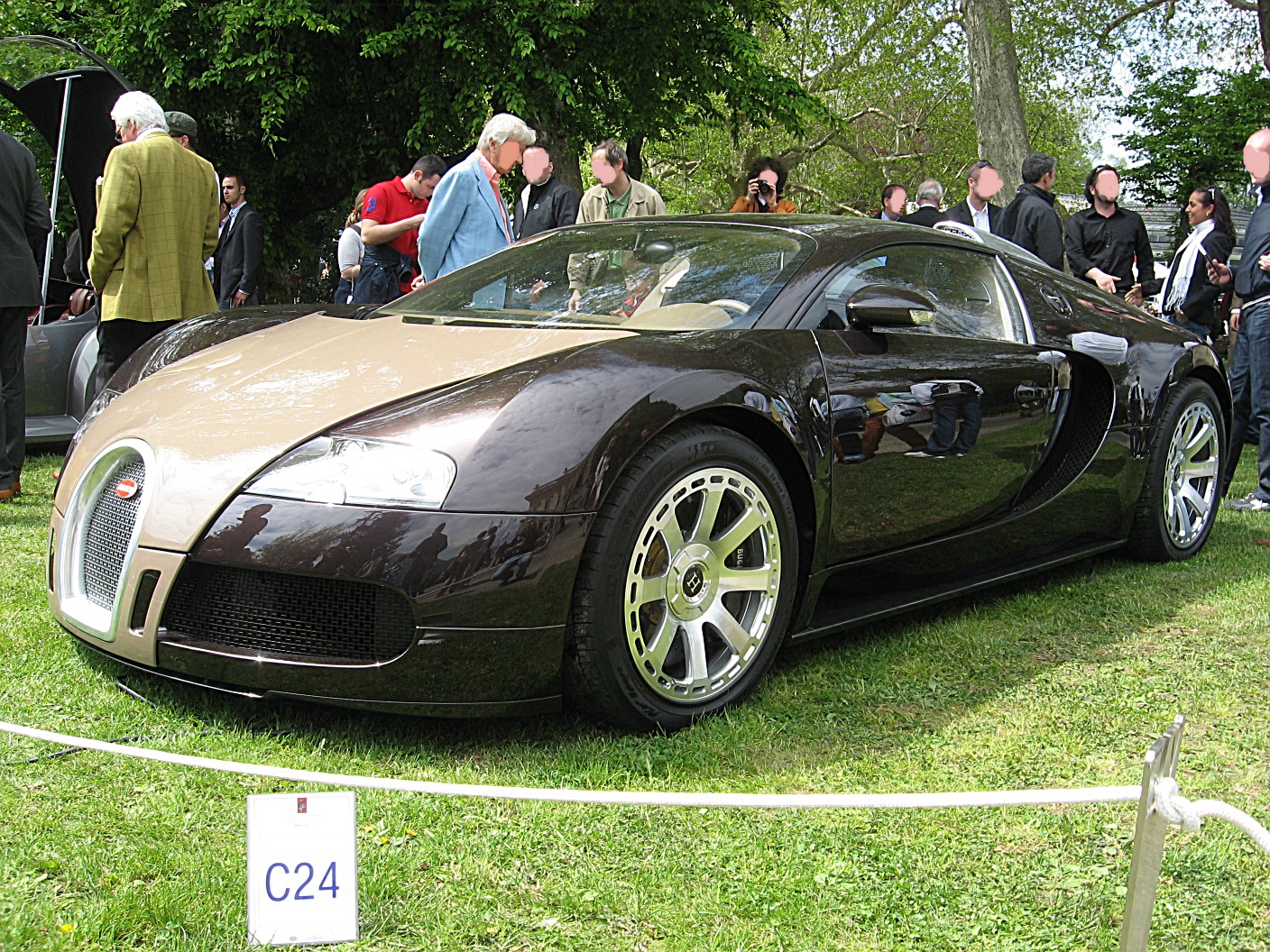
La Veyron par Hermès

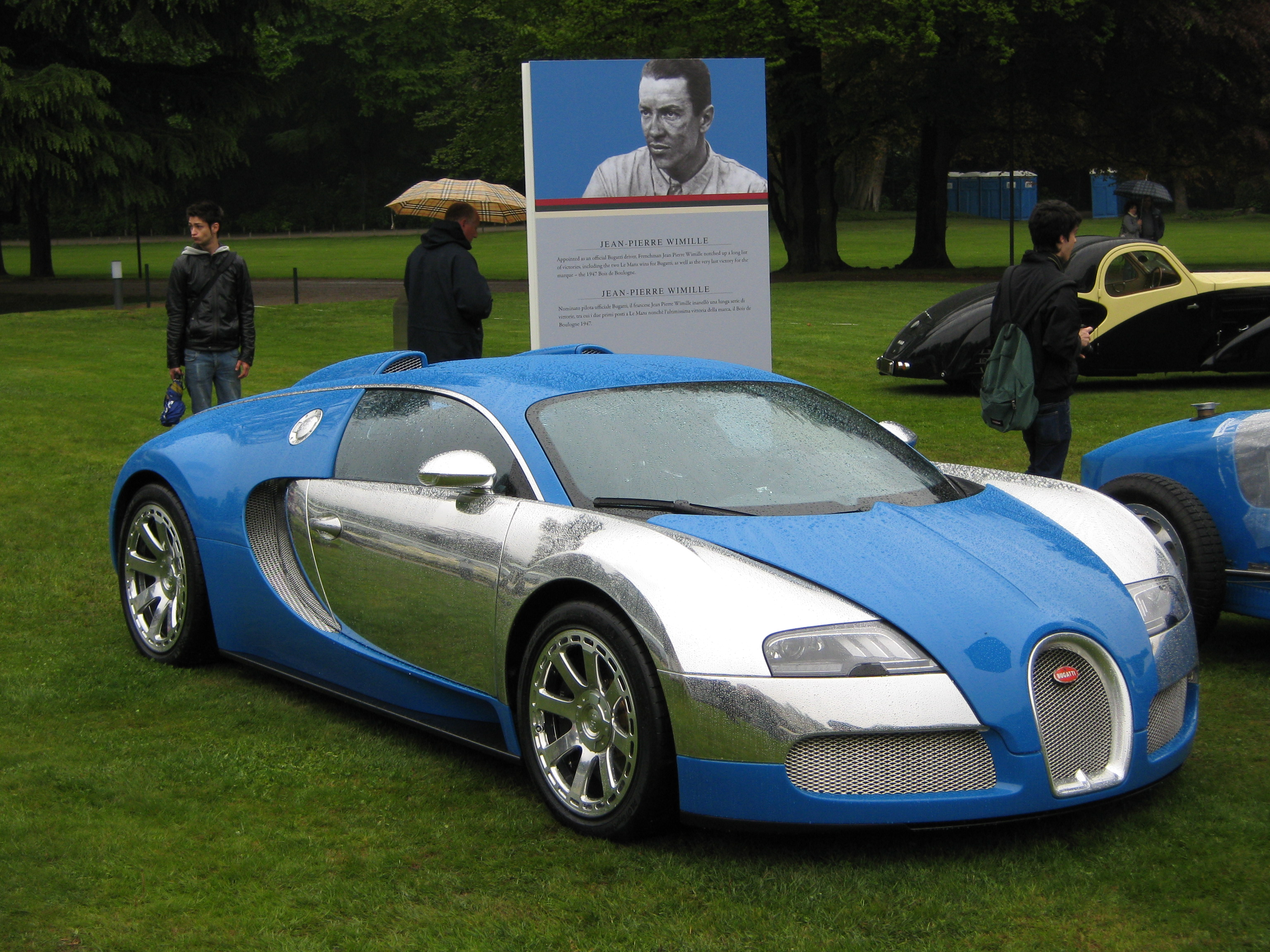
La Bugatti Veyron "Wimille" presentata al concorso "Villa d'Este"

### Bugatti Veyron FBG par Hermès
In collaborazione con la casa di moda francese Hermès, un team di artigiani capitanato dal designer Gabriele Pezzini ha creato quattro Veyron 16.4 e una Grand Sport ispirate dallo stile di tale compagnia. Si distingue dalle normali Veyron grazie al cofano anteriore, dipinto in alcuni casi di beige e in altri di rosso, per i mozzi delle ruote che riportano al centro il logo "H" e per la griglia centrale su cui campeggia il monogramma "Hermès".

### Sang Noir
È una versione ispirata alla Tipo 57 Atlantic, un modello degli anni '30, e anch'essa è una caratterizzazione solo estetica. La verniciatura è nero opaco, con inserti di fibra di carbonio a vista e specchietti e griglia del radiatore in alluminio, inserti interni in alcantara e un disegno esclusivo dei cerchi. La produzione di questa particolare versione è stata limitata a quindici esemplari.
Nell'agosto del 2011 è stata realizzata un 16º esemplare della versione Sang Noir. Per la realizzazione è stata usata una Veyron Grand Sport.

### Veyron del Centenario
Nell'aprile del 2009, in occasione del centenario della casa automobilistica, la Bugatti ha presentato in anteprima mondiale al Concorso d'eleganza Villa d'Este (Cernobbio, 25-26 aprile 2009), quattro Veyron speciali (esemplari unici), battezzate con i nomi di altrettanti piloti che hanno corso per il celebre marchio: Jean-Pierre Wimille, Achille Varzi, Malcolm Campbell e Hermann Zu Leiningen. Ognuna di queste si caratterizza per una diversa resa cromatica bicolore (dove domina l'alluminio non verniciato), in omaggio alle nazionalità dei suddetti piloti: blu per la Francia (versione "Wimille"), verde per la Gran Bretagna ("Campbell"), bianco per la Germania ("Leiningen") ed infine rosso per l'Italia ("Varzi").

### Bugatti Veyron 16.4 Grand Sport

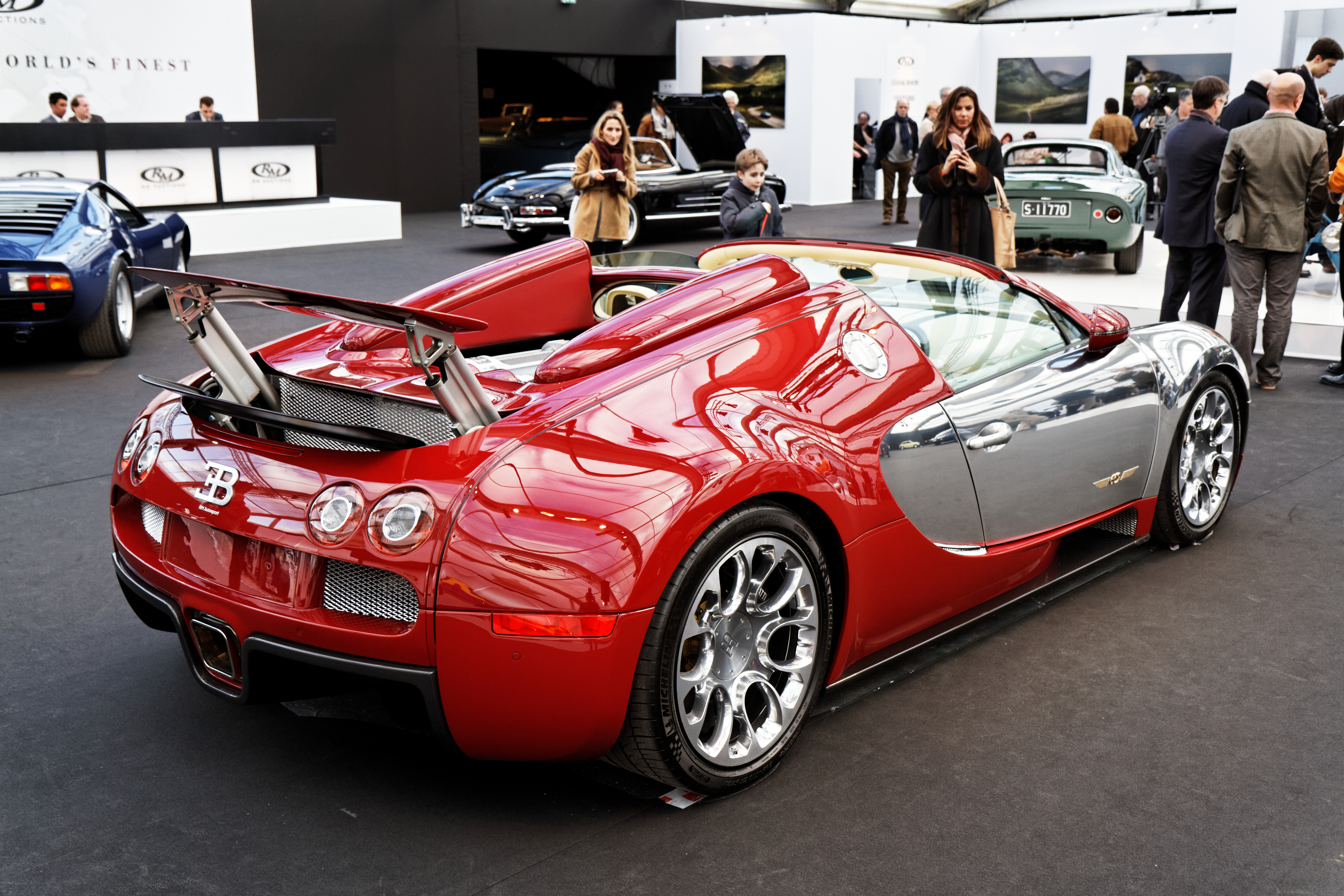
Bugatti Veyron 16.4 Grand Sport del 2010, vista posteriore

Accingendosi a terminare tutti i trecento esemplari previsti della versione coupé, Bugatti si è dedicata allo sviluppo della Grand Sport. Presentata il 16 agosto 2008 al concorso di eleganza di Pebble Beach, la Grand Sport è la versione targa della Veyron, con un tetto completamente rimovibile in policarbonato, nonché un tettuccio ripiegabile in tela definito "di emergenza", tarato per viaggiare non oltre i 130 km/h. La velocità massima a vettura scoperta non supera i 360 km/h. In occasione della presentazione, il primo esemplare è stato messo all'asta e venduto per la somma di 2,9 milioni di dollari (circa 1,9 milioni di euro). Il corpo vettura è più pesante rispetto alla coupé a causa dei rinforzi al telaio necessari per compensare la mancanza del tetto fisso e offrire la stessa rigidità torsionale e lo stesso standard di sicurezza, mentre la meccanica non subisce modifiche. La commercializzazione avviene nel 2009 in serie limitata di 150 esemplari. Sono stati realizzati diversi esemplari unici basati su questa versione, come la "Sang Bleu", blu ed argento, la "Grey Carbon", color carbonio grigio scuro, la "Soleil De Nuit", blu metallizzato con inserti in alluminio lucido, la "Matte White", di colore bianco opaco e blu, "L'Or Blanc", prodotta in collaborazione con il produttore di porcellane KPM e caratterizzata dalla presenza di numerosi dettagli in porcellana, la "Red Edition", completamente rossa, la "Middle East", prodotta in tre esemplari da 1.7 milioni di euro, di colore giallo, la "Grand Sport Wei Long", che sfoggia dragoni in porcellana in rilievo, e anche un'edizione speciale curata dal designer iraniano Bijan Pakzad, argento e gialla.

### Bugatti Veyron Super Sport

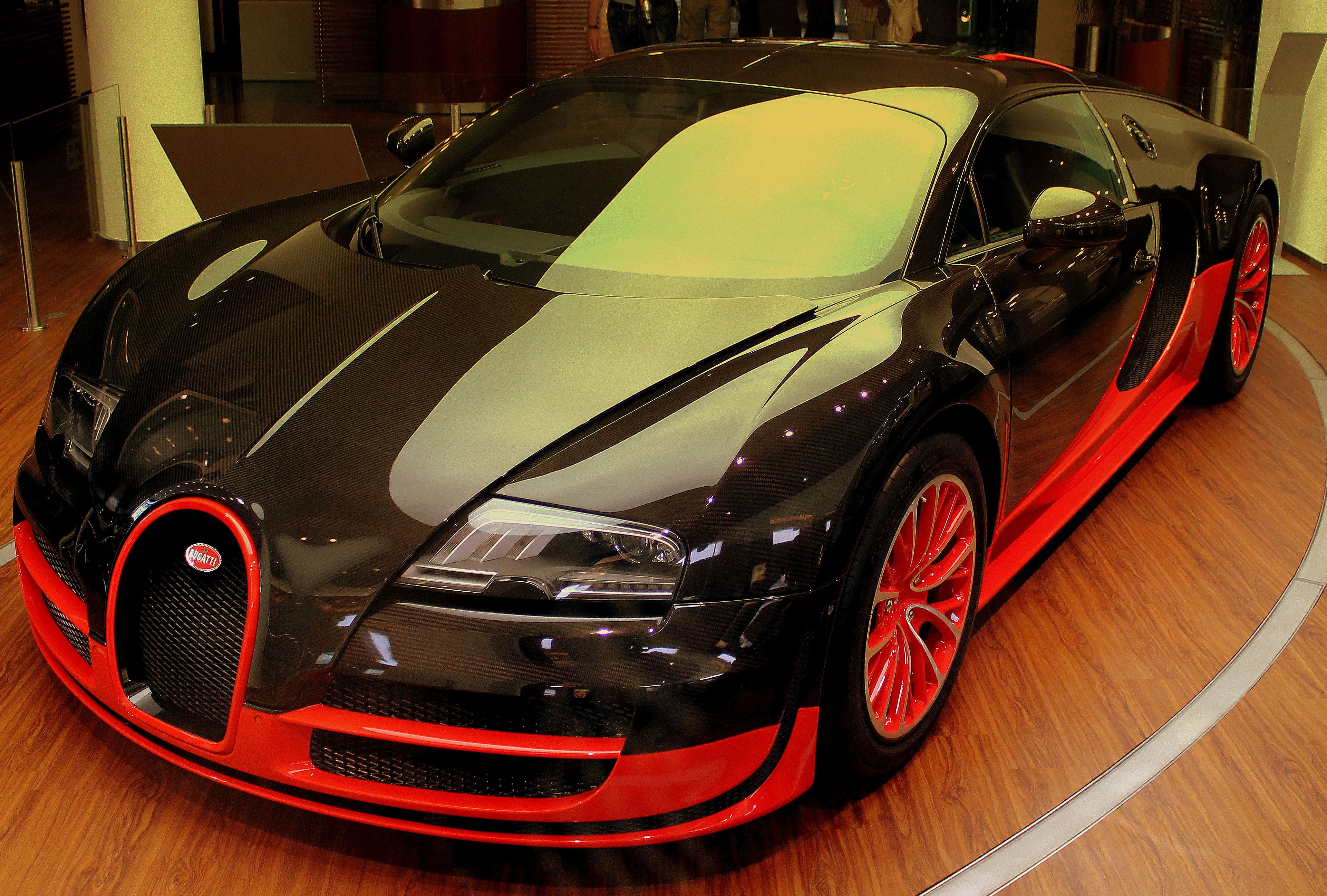
Bugatti Veyron Super Sport 16.4 del 2013

Nel giugno del 2010 è stata presentata la Bugatti Veyron Super Sport color carbonio e arancione. Registrata dai giudici del Guinness World Record come fastest production car, la Bugatti Veyron Super Sport prodotta in livrea nero-arancione, livrea World Record, ossia record del mondo, ha raggiunto la velocità media di 431,072 km/h, con una velocità di punta uguale a 434,211 km/h, certificati dal TÜV; battendo la SSC Ultimate Aero TT con 412,28 km/h (21,932 km/h in più). La velocità massima della versione in vendita è limitata a 407 km/h per non causare problemi alle gomme.
Tale incremento di prestazioni è possibile grazie alla modifiche apportate al motore, che ne hanno aumentato la potenza di 200 CV e di 250 Nm. Inoltre i tecnici hanno migliorato l'aerodinamicità: sostituendo le prese d'aria che sporgevano sul tetto con due nuove prese d'aria NACA di derivazione aeronautica e aumentando le dimensioni di quelle sul paraurti anteriore. Questa versione è più leggera di 60 kg rispetto a quella normale, riuscendo così a scattare da 0 a 100 km/h in 2,5 secondi e da 0 a 200 in 6,7 secondi. Le modifiche hanno interessato anche la stabilità, infatti i tecnici hanno migliorato le sospensioni in modo da portare la tenuta laterale da 1,26 g a 1,4 g.
La Super Sport è stata prodotta in 30 esemplari di cui 5 con colorazione nero-arancio, ovvero in livrea World Record e una in edizione speciale, denominata "Black Carbon", nera opaca e con un retrotreno leggermente rivisto, per andare incontro ai gusti di un cliente cinese.

### Bugatti Veyron Grand Sport Vitesse

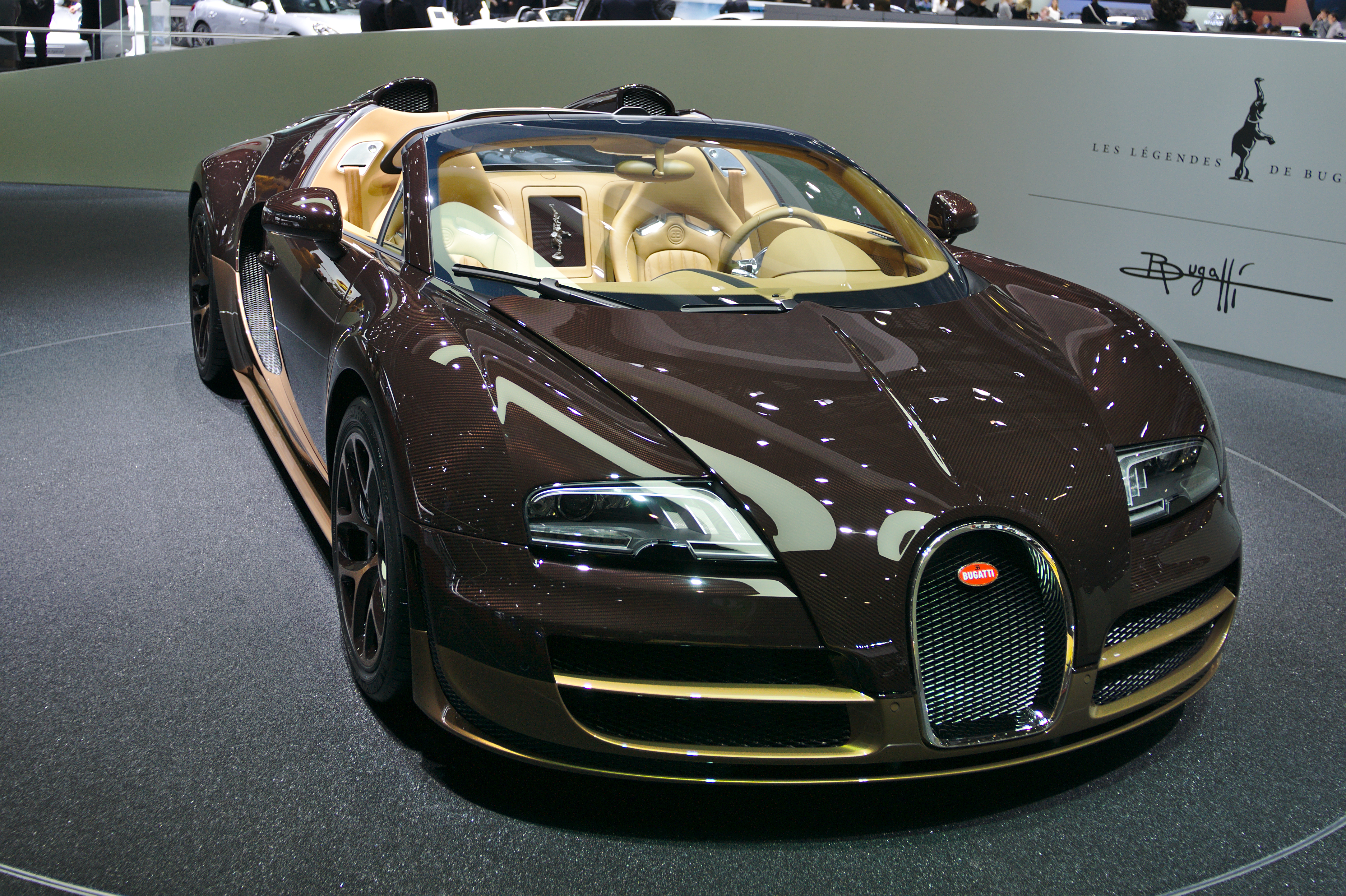
Bugatti Veyron Grand Sport Vitesse al Salone di Ginevra 2014

Al Salone dell'automobile di Ginevra 2012 viene presentata la Bugatti Veyron Grand Sport Vitesse, 'gemella' della Super Sport, a tetto scoperto. Una vettura con prestazioni molto elevate, grazie all'aumento di potenza del motore e ad un telaio modificato per essere più performante, per raggiungere una velocità massima di 410 km/h. La Veyron Vitesse è spinta dallo stesso W16 quadriturbo della Grand Sport, ma con turbocompressori più grandi per raggiungere l'elevata potenza di 1.200 CV con una coppia massima pari a 1.500 Nm. Il passaggio da 0 a 100 km/h avviene in 2.6 secondi. Il telaio è stato modificato, con un irrigidimento e un nuovo assetto, per far fronte alle maggiori sollecitazioni e per compensare l'assenza del tetto. I tecnici hanno anche dovuto abbandonare le prese d'aria NACA, presenti invece sulla super sport, tornando alla configurazione a doppio snorkel della prima serie per consentire al W16 di respirare in modo adeguato anche quando si viaggia in configurazione cabriolet.

### Bugatti Veyron Nocturne
Bugatti nel 2010 ha presentato a Dubai cinque speciali esemplari della Veyron, chiamati "Nocturne". Il prezzo partiva da 2.4 milioni di dollari ed erano caratterizzate da una livrea nera per metà e per il resto in alluminio.